# NGC 661
NGC 661 è una galassia ellittica situata nella costellazione del Triangolo, a una distanza di circa 170 milioni di anni luce dalla nostra Via Lattea.

## Scoperta
La galassia è stata scoperta il 26 ottobre 1786 dall'astronomo britannico di origine tedesca William Herschel.

## Gruppo di NGC 661
NGC 661 è la galassia più brillante del Gruppo di NGC 661, un raggruppamento che contiene almeno quattro galassie situate nella costellazione del Triangolo. Oltre a NGC 661, il gruppo comprende anche le galassie NGC 670, NGC 684 e IC 1731. NGC 684 è la galassia più estesa del gruppo. Garcia, nel suo articolo del 1993 considera il gruppo composto di tre galassie e non vi include NGC 661.